# Citycar (PSA/Toyota)
El Peugeot 107, Peugeot 108, Citroën C1 y Toyota Aygo son automóviles del segmento A producidos por Toyota Peugeot Citroën Automobile, una unión entre el Groupe PSA y Toyota desde el año 2005. Compite con el Opel Adam, el Fiat 500, el Skoda Citigo, el Seat Mii, el Mitsubishi Space Star y el Volkswagen up!. Los modelos son fabricados desde el año 2005 en la República Checa y vendidos bajo las marcas Peugeot, Citroën y Toyota, según corresponda. Por lo general, son muy parecidos interior y exterior, donde más cambian es en el frontal, las luces y faros. Son coches urbanos y se venden de tres y cinco puertas.

## Primera generación
En su lanzamiento, los tres modelos eran los más pequeños y económicos dentro de este segmento. Conforme pasaron los años, marcas han creado también sus propios modelos dentro de este segmento. 
Peugeot 107: el 107 sustituyó al Peugeot 106, que se había dejado de fabricar en 2003. 

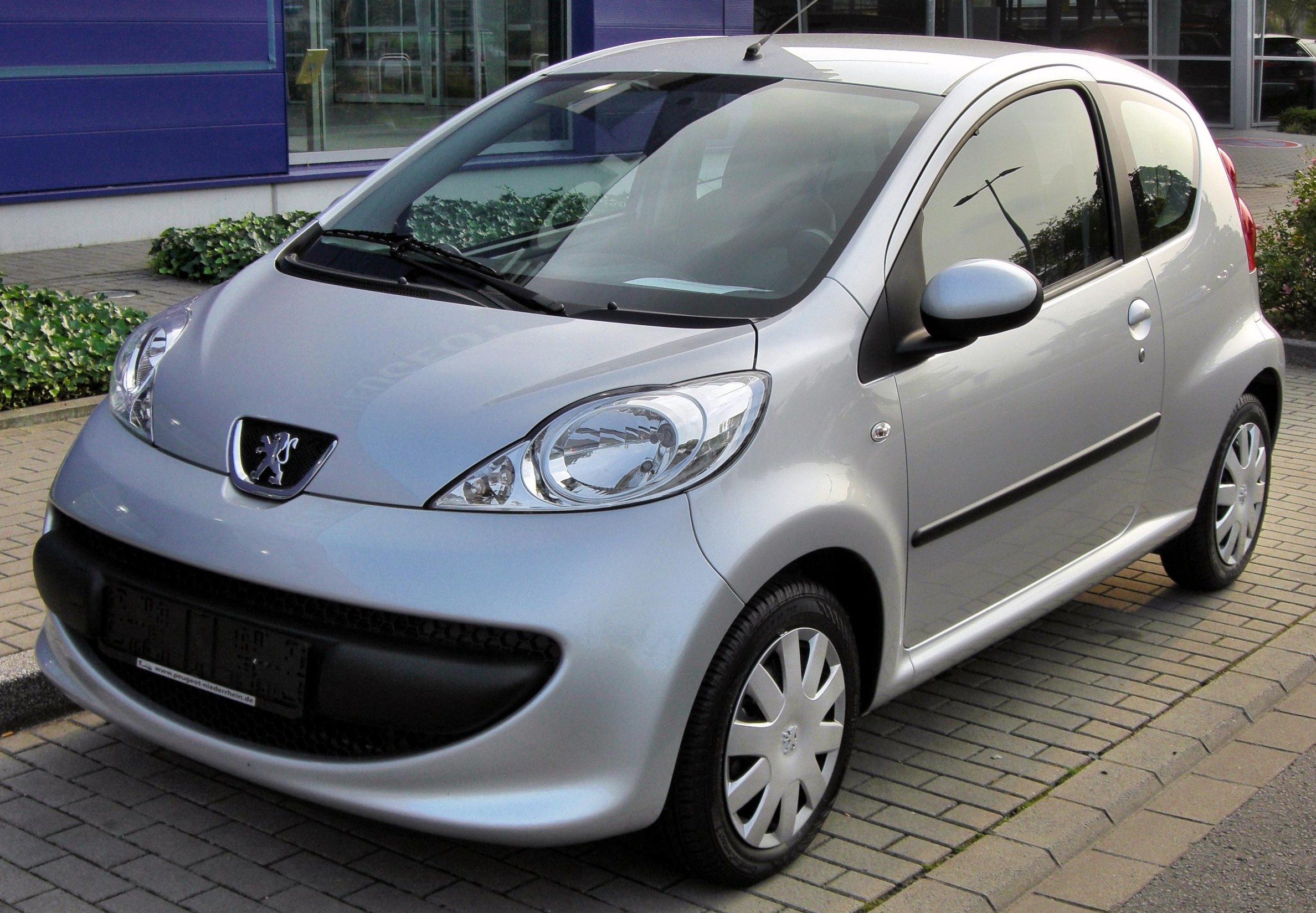
Peugeot 107 de primera generación
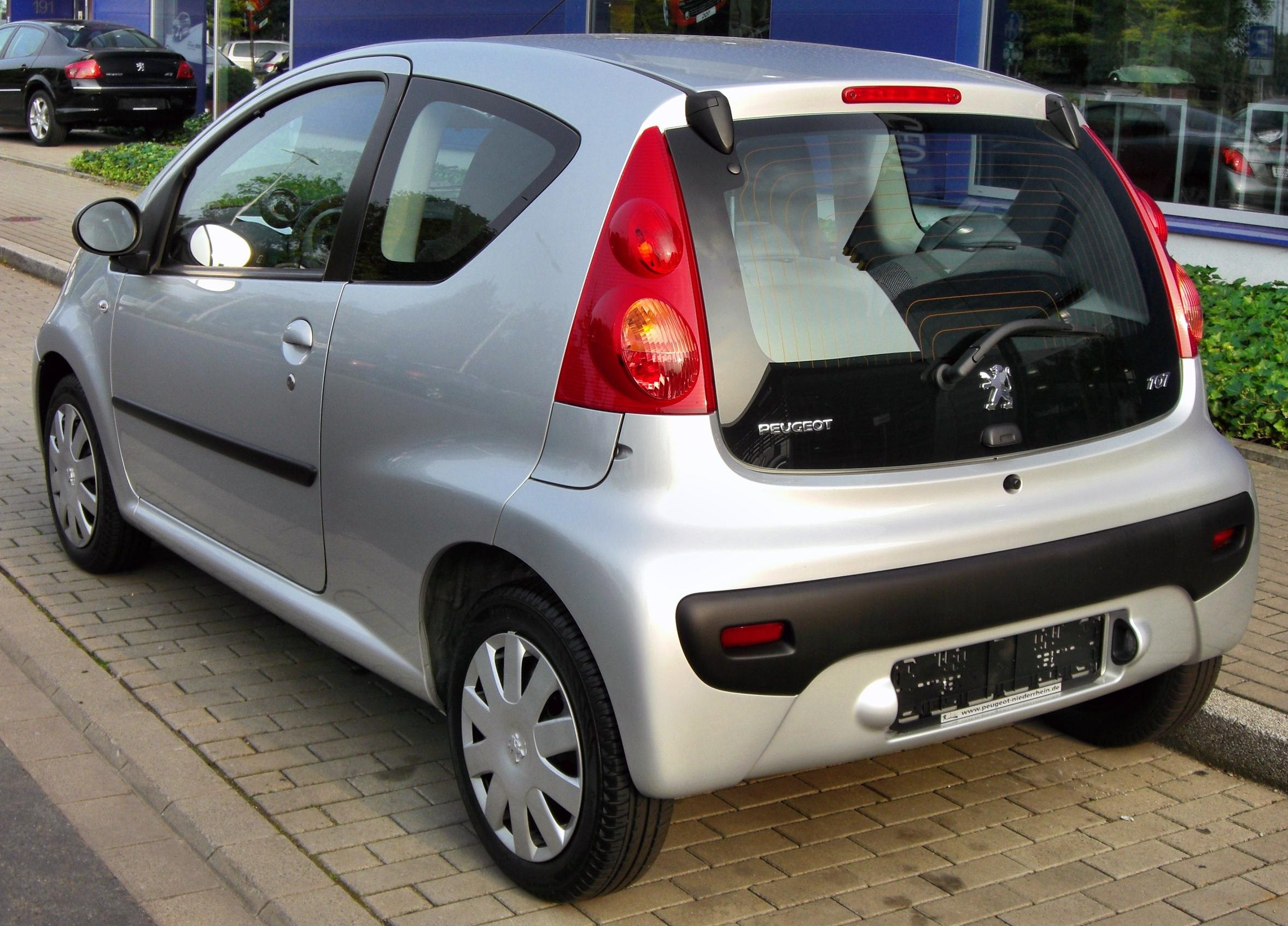
Parte trasera del 107 de primera generación
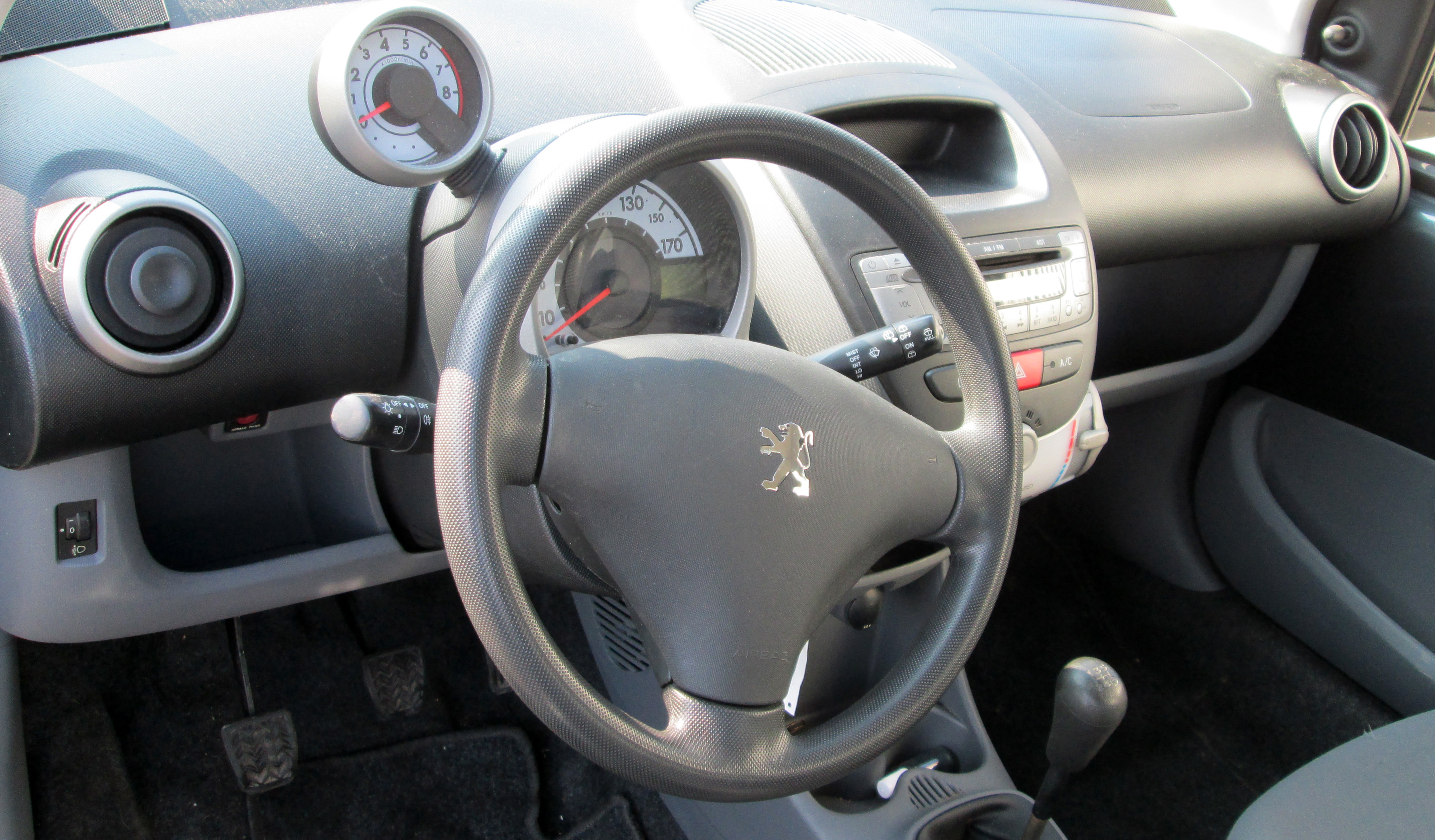
Volante y mandos
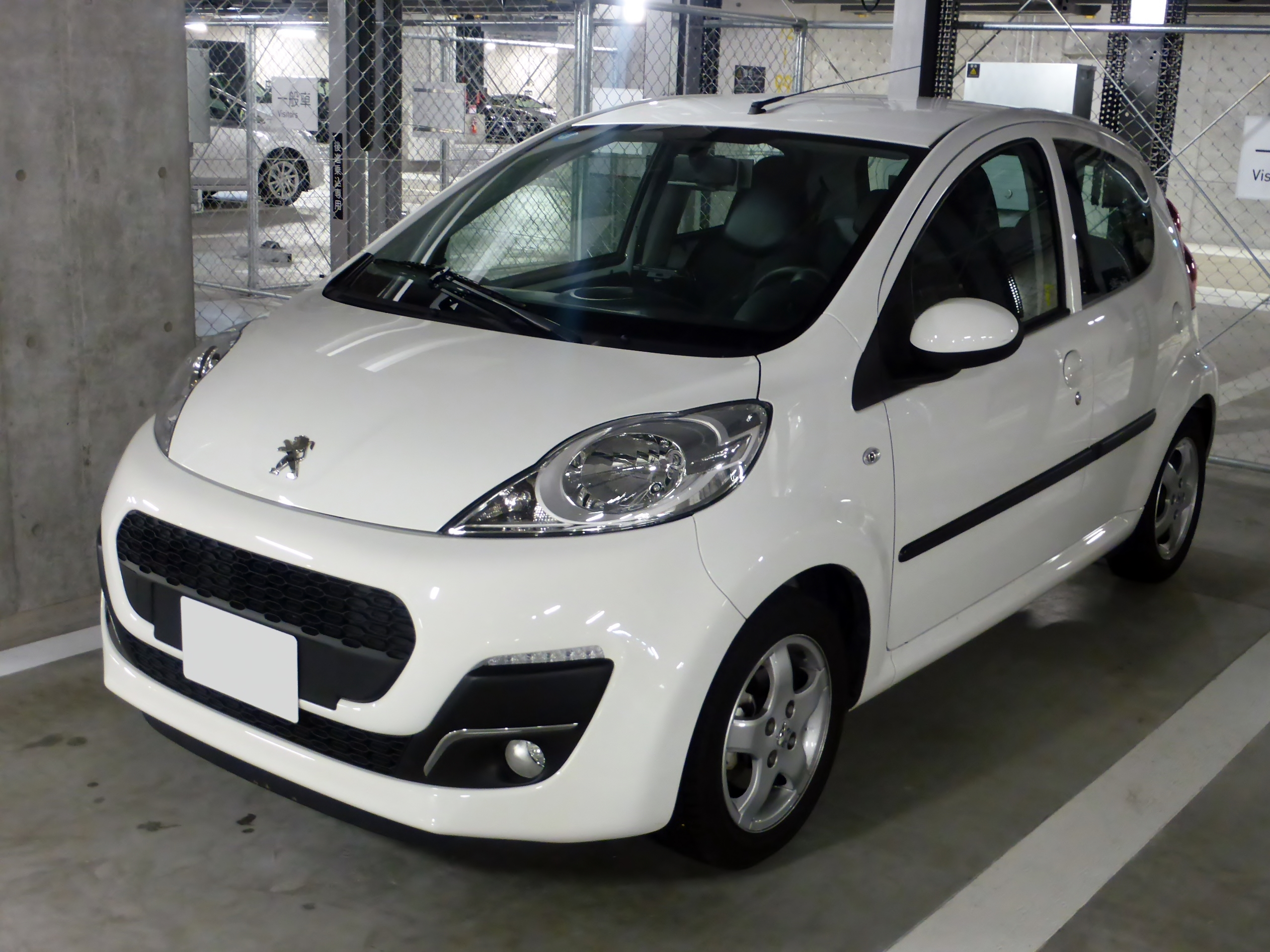
Rediseño de 2012

Citroën C1: el C1 se coloca por debajo del Citroën C2, que junto con el Citroën C3 sustituyen al Citroën Saxo de fines de la década de 1990.

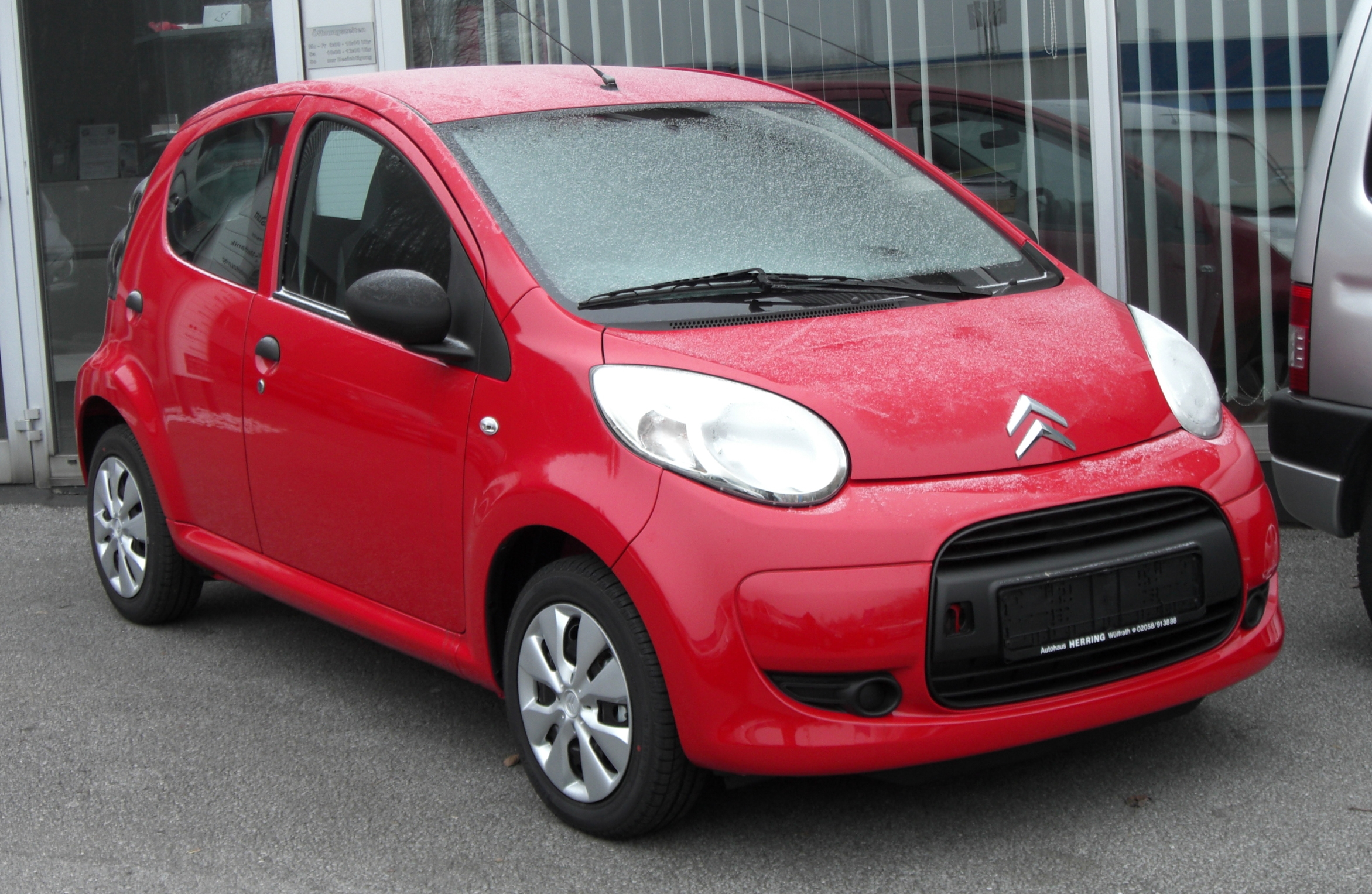
Citroën C1 de primera generación
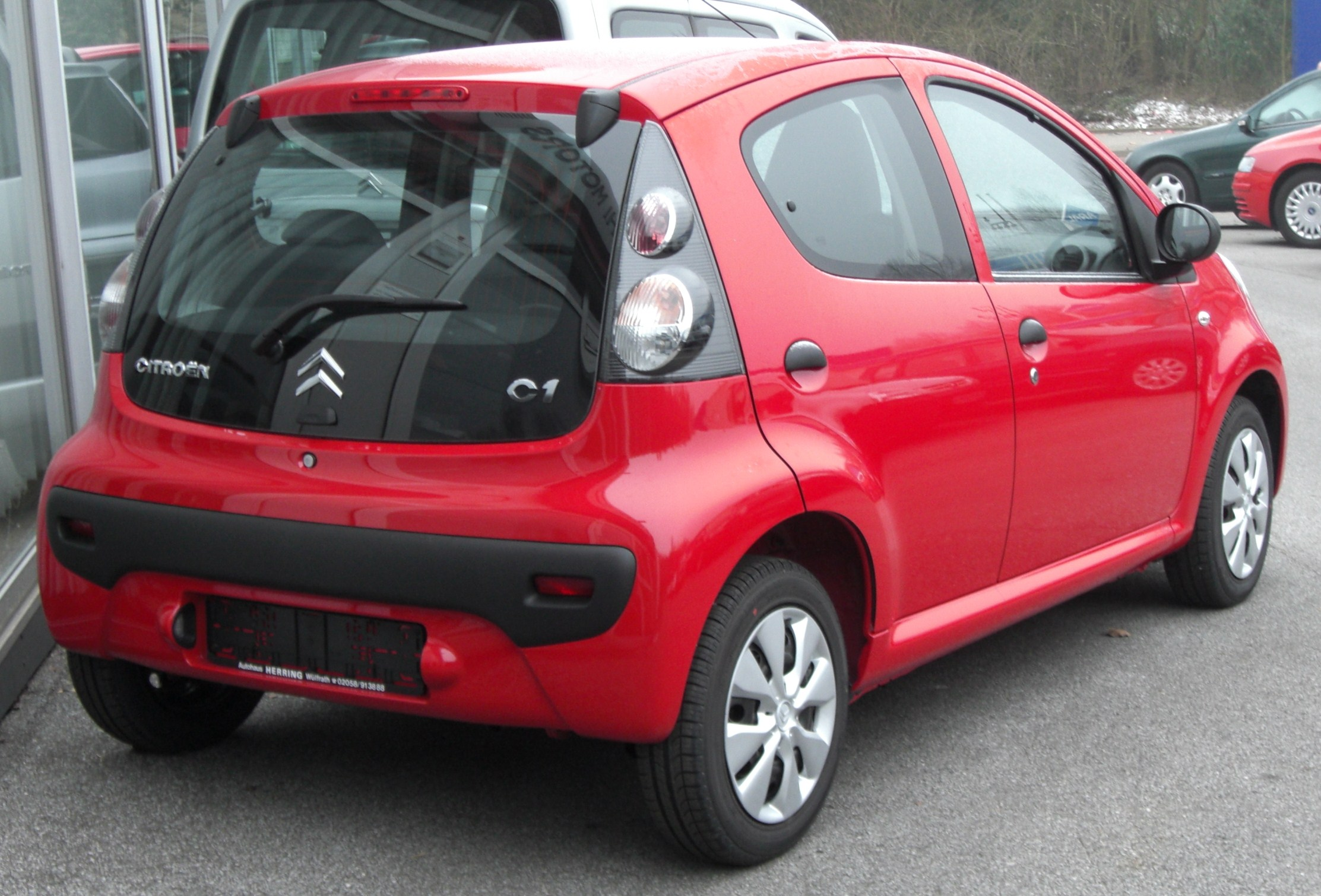
Parte trasera del C1 de primera generación
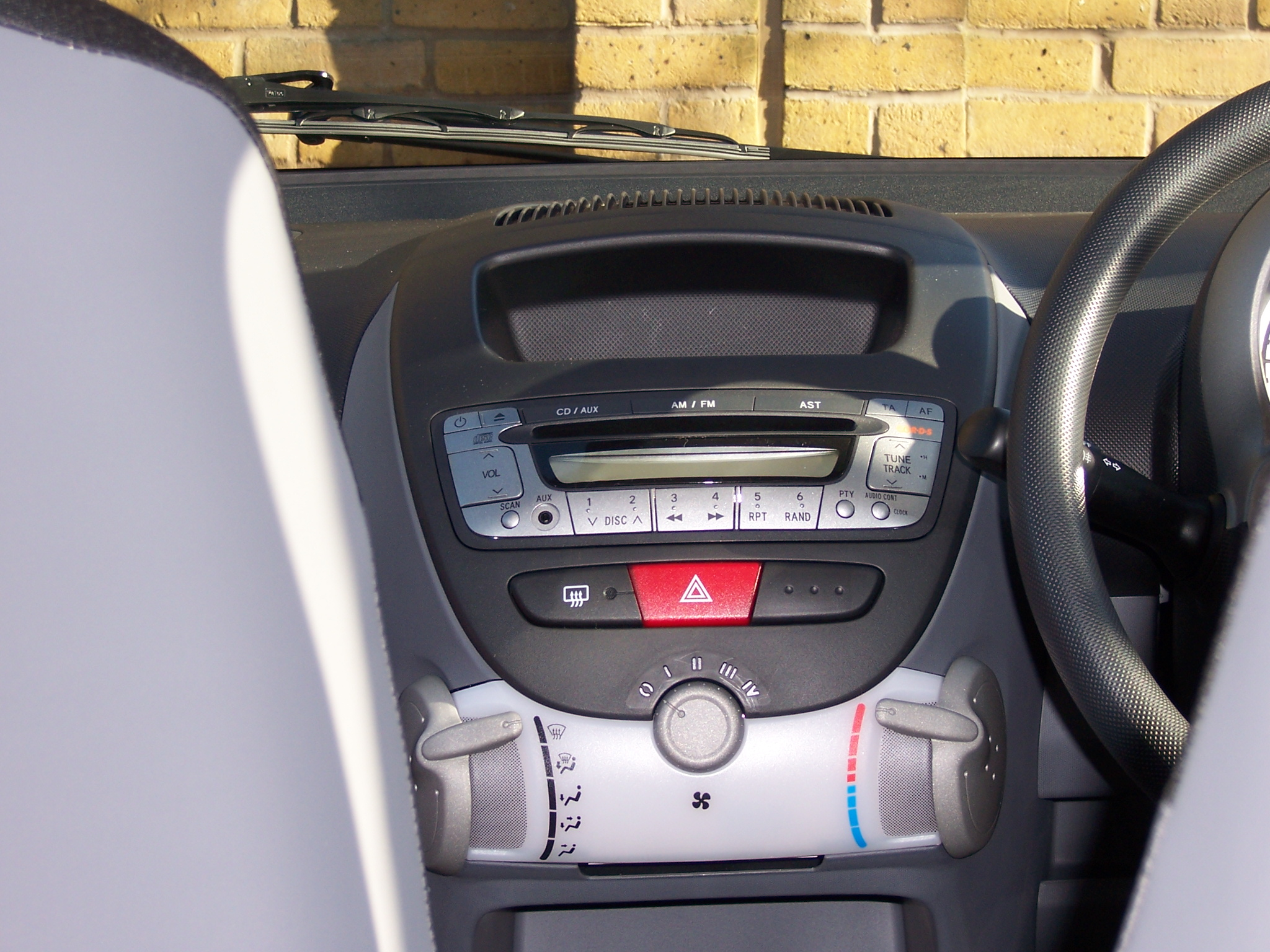
Consola central
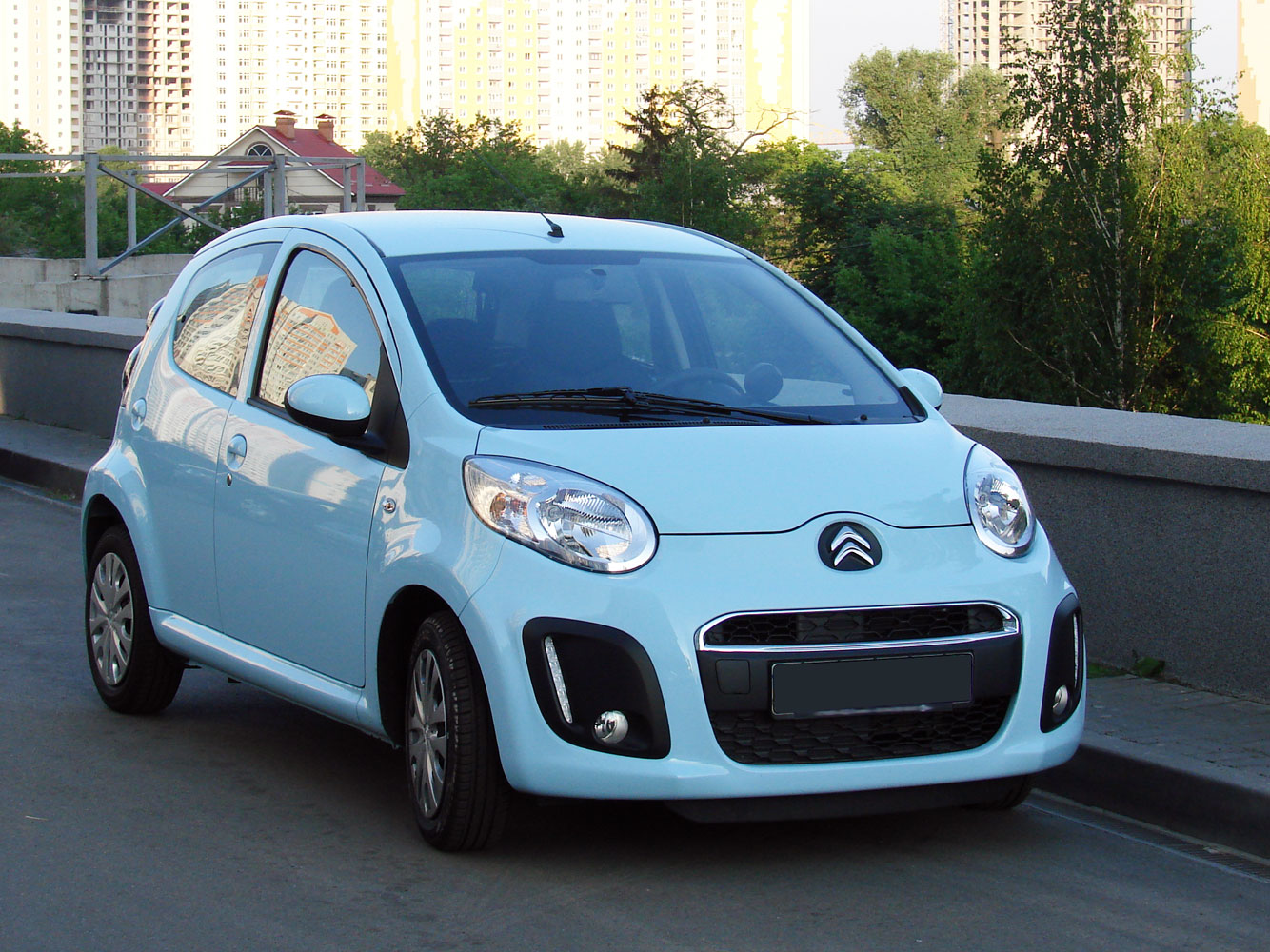
Rediseño de 2012

Toyota Aygo: el Aygo se pensó para cubrir el hueco por debajo del Toyota Yaris en la gama europea. El Toyota iQ, que se comenzó a vender en 2008, es más pequeño que el Aygo pero más caro.

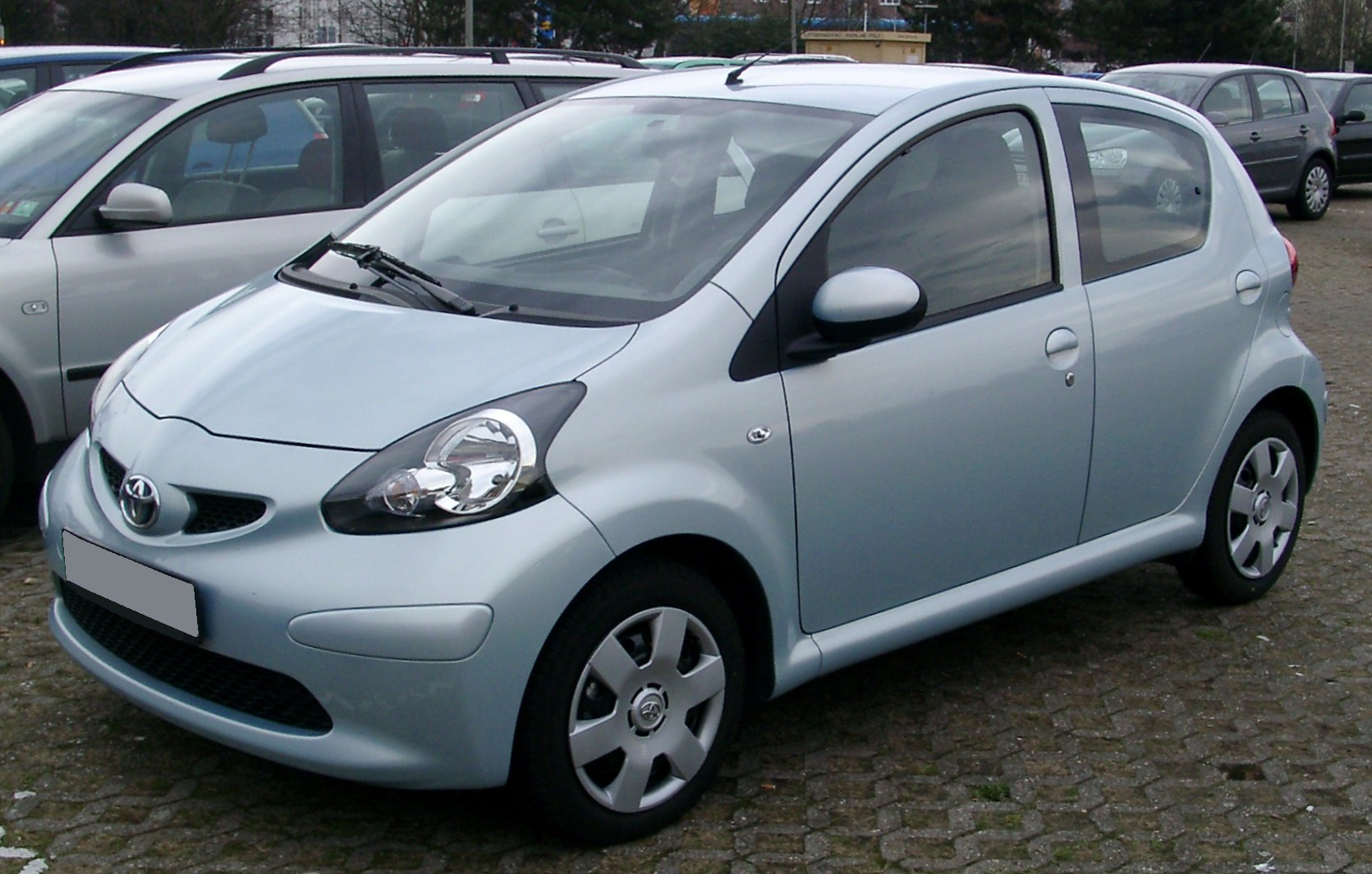
Toyota Aygo de primera generación
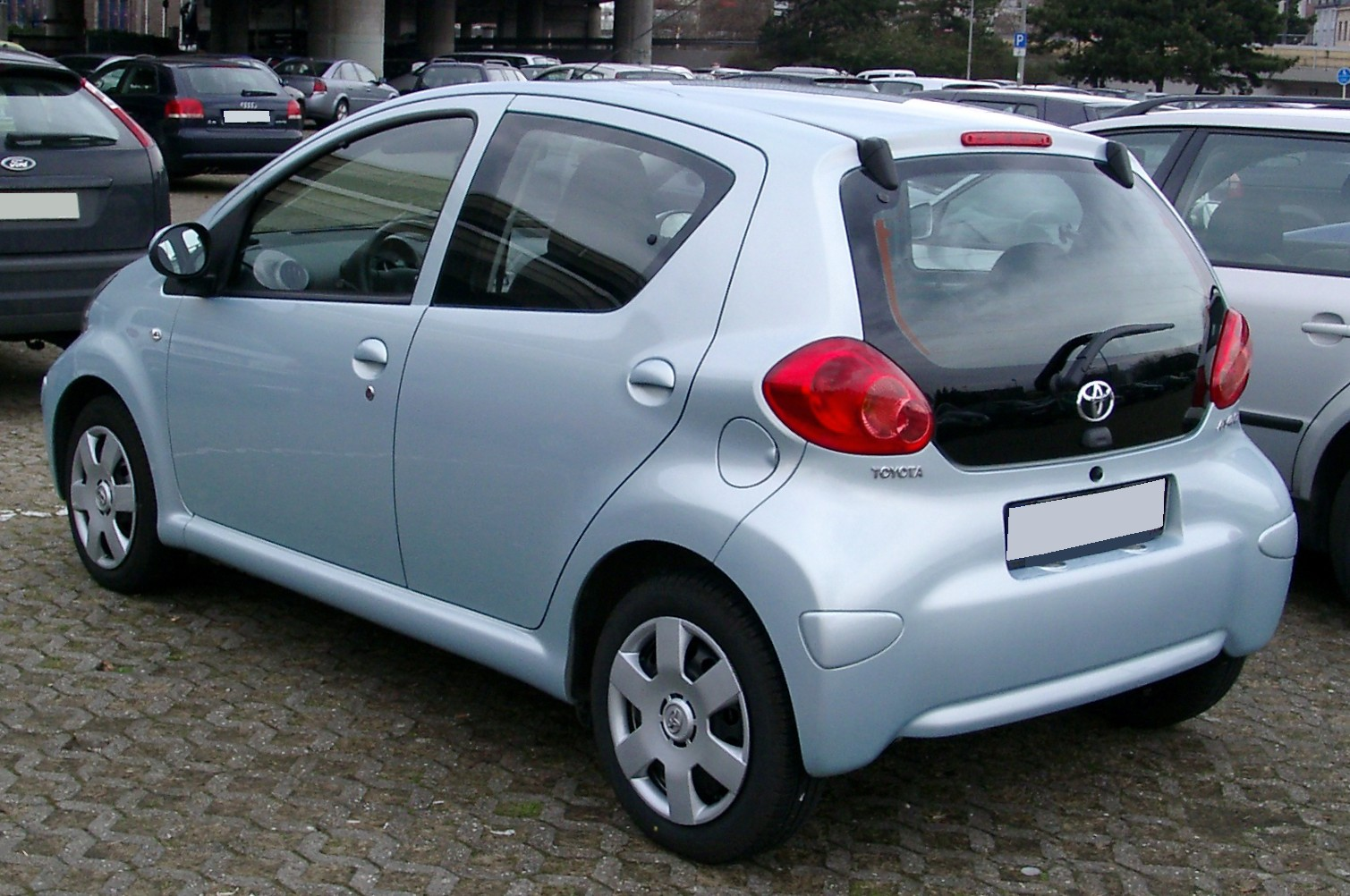
Parte trasera del Aygo de primera generación
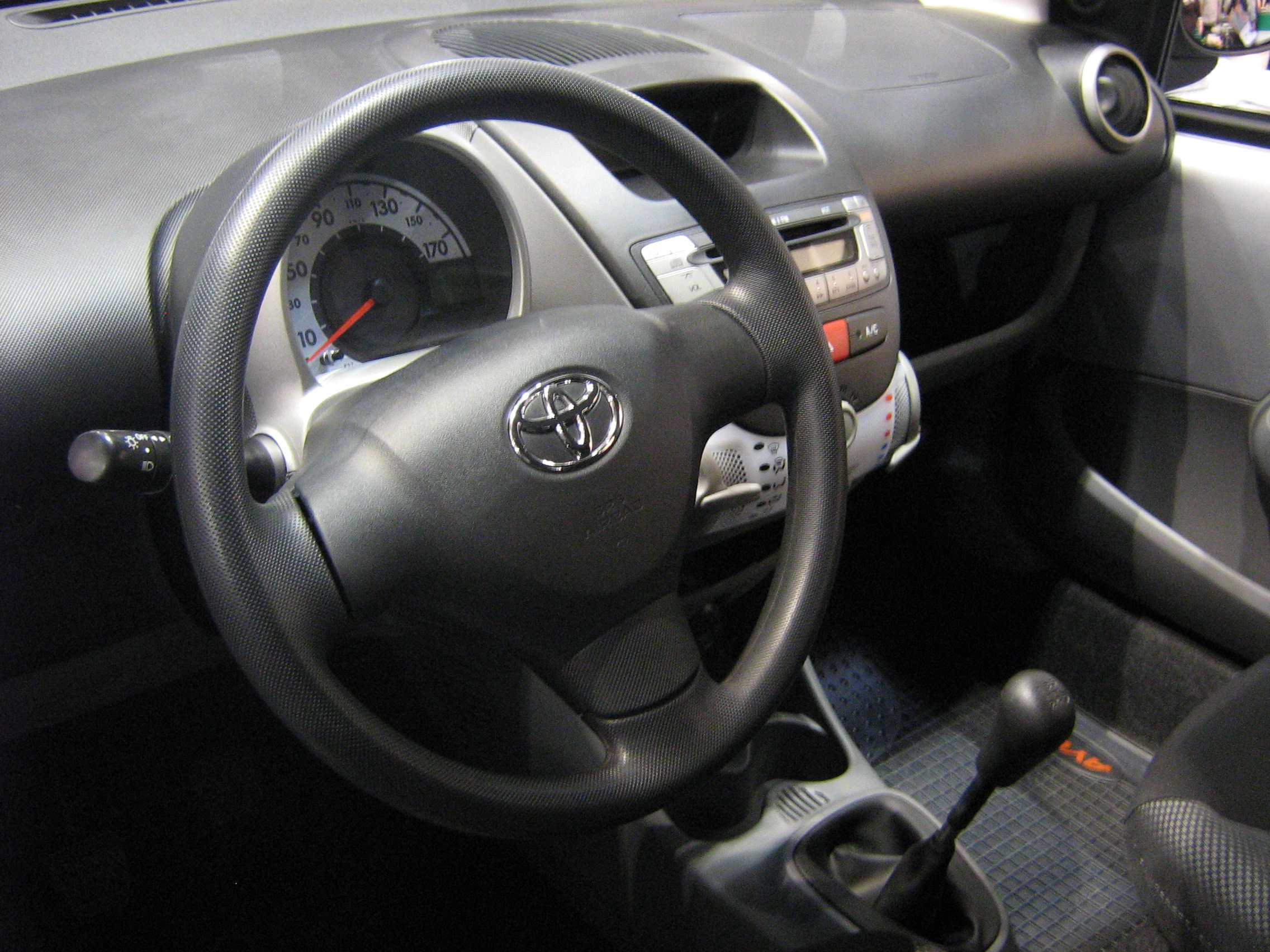
Volante y mandos
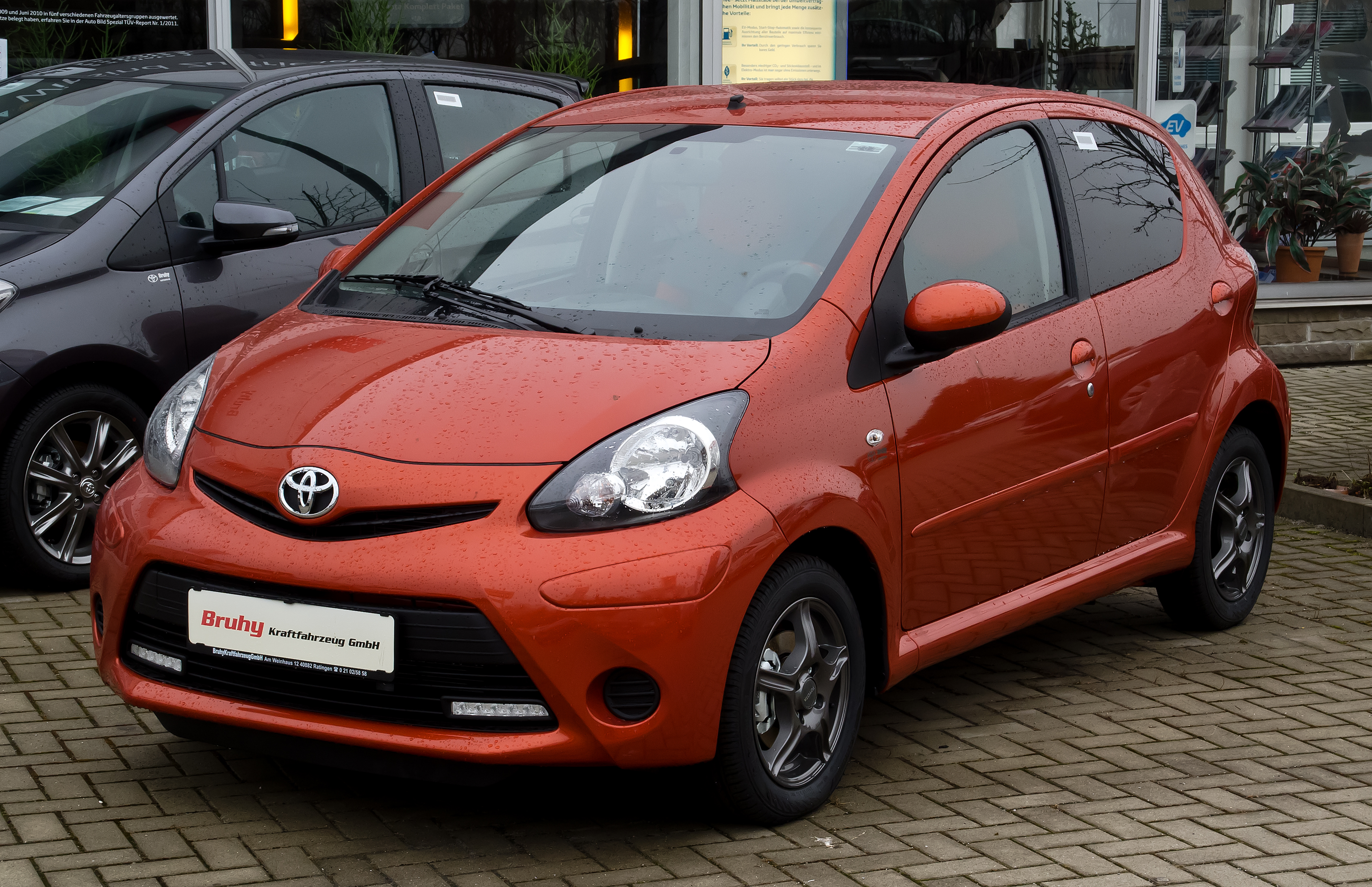
Rediseño 2012

### Motorizaciones
Se venden con un motor gasolina de 1.0 litros de tres cilindros y 68 cv y un diésel de cuatro cilindros, 1.4 litros y 55 cv.
| Periodo                        | 2005-2014                                         | 2005-2014                                    |           |           |           |           |           |           |
| Identificación del motor       | 1KR-FE                                            | DV4 TD                                       |           |           |           |           |           |           |
| Tipo de motor                  | L3 12v                                            | L4 8v, inyección directa, common-rail, turbo |           |           |           |           |           |           |
| Diámetro x carrera             | 71.0 mm × 84.0 mm                                 | 73.7 mm × 82.0 mm                            |           |           |           |           |           |           |
| Cilindrada                     | 998 cm³                                           | 1399 cm³                                     |           |           |           |           |           |           |
| Relación de compresión         | 10.5: 1                                           | 17.9: 1                                      |           |           |           |           |           |           |
| Potencia máxima: CV (kW) @ rpm | 68 CV (50 kW) @ 6000                              | 54 CV (40 kW) @ 4000                         |           |           |           |           |           |           |
| Par máximo: Nm @ rpm           | 93 Nm @ 3600                                      | 130 Nm @ 1750                                |           |           |           |           |           |           |
| Tracción                       | Delantera                                         | Delantera                                    | Delantera | Delantera | Delantera | Delantera | Delantera | Delantera |
| Transmisión                    | Manual, 5 velocidades / Automática, 5 velocidades | Manual, 5 velocidades                        |           |           |           |           |           |           |
| Aceleración (0-100 km/h)       | 14.2 s                                            | 16.8 s                                       |           |           |           |           |           |           |
| Velocidad máxima               | 157 km/h                                          | 154 km/h                                     |           |           |           |           |           |           |
| Consumo combinado (L/100 km)   | 4.3-4.5                                           | 4.1                                          |           |           |           |           |           |           |

## Segunda generación
La segunda generación de los modelos se presentó en el Salón del Automóvil de Ginebra de 2014. 
Peugeot 108: El Peugeot pasa a llamarse 108, por lo que es el último turismo de la marca en abandonar el dígito 7.

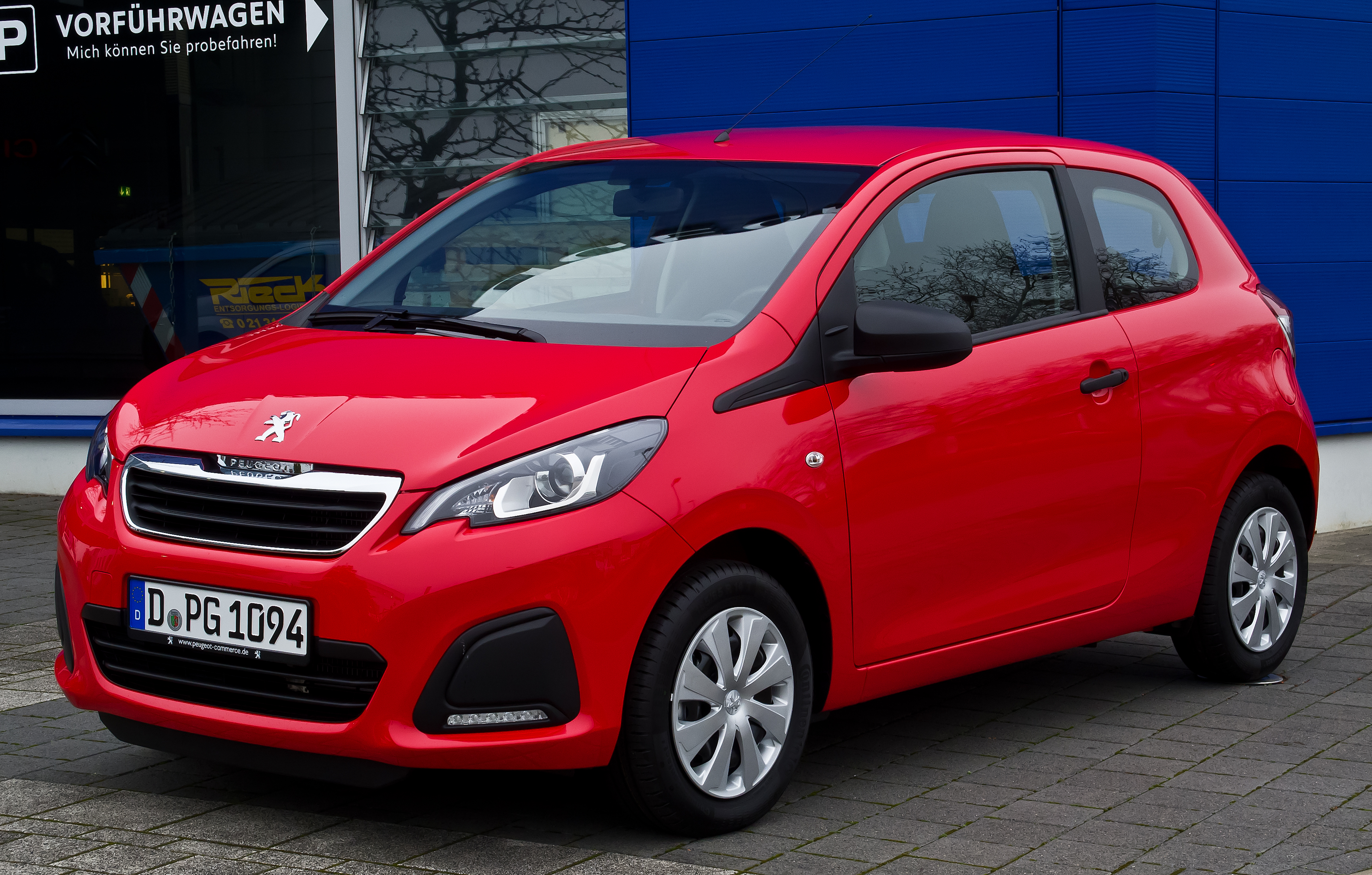
Peugeot 108.
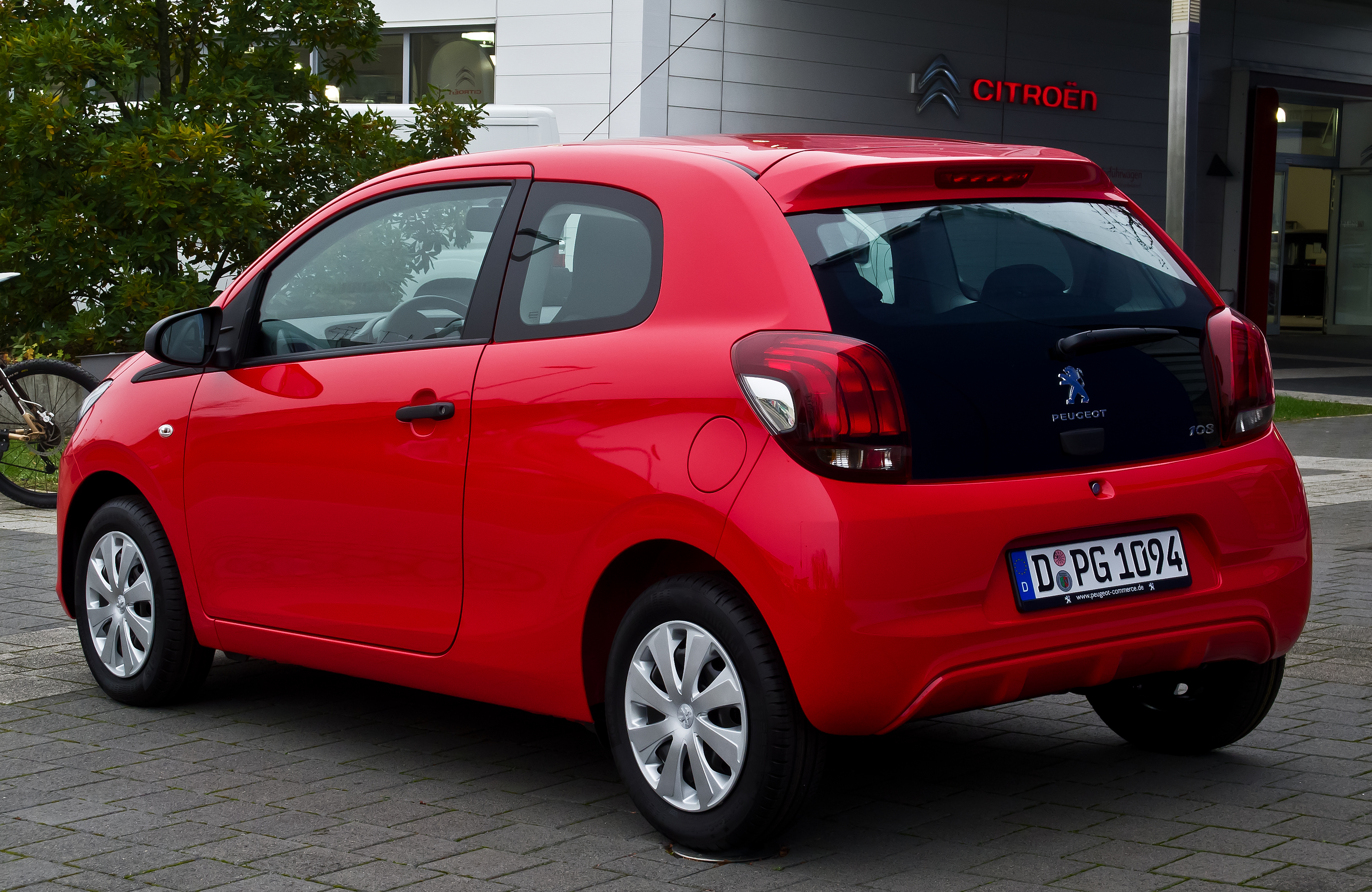
Peugeot 108 (vista trasera).

Citroën C1: Su frontal ahora incorpora doble faro: uno redondo y otro angular en forma de ceja

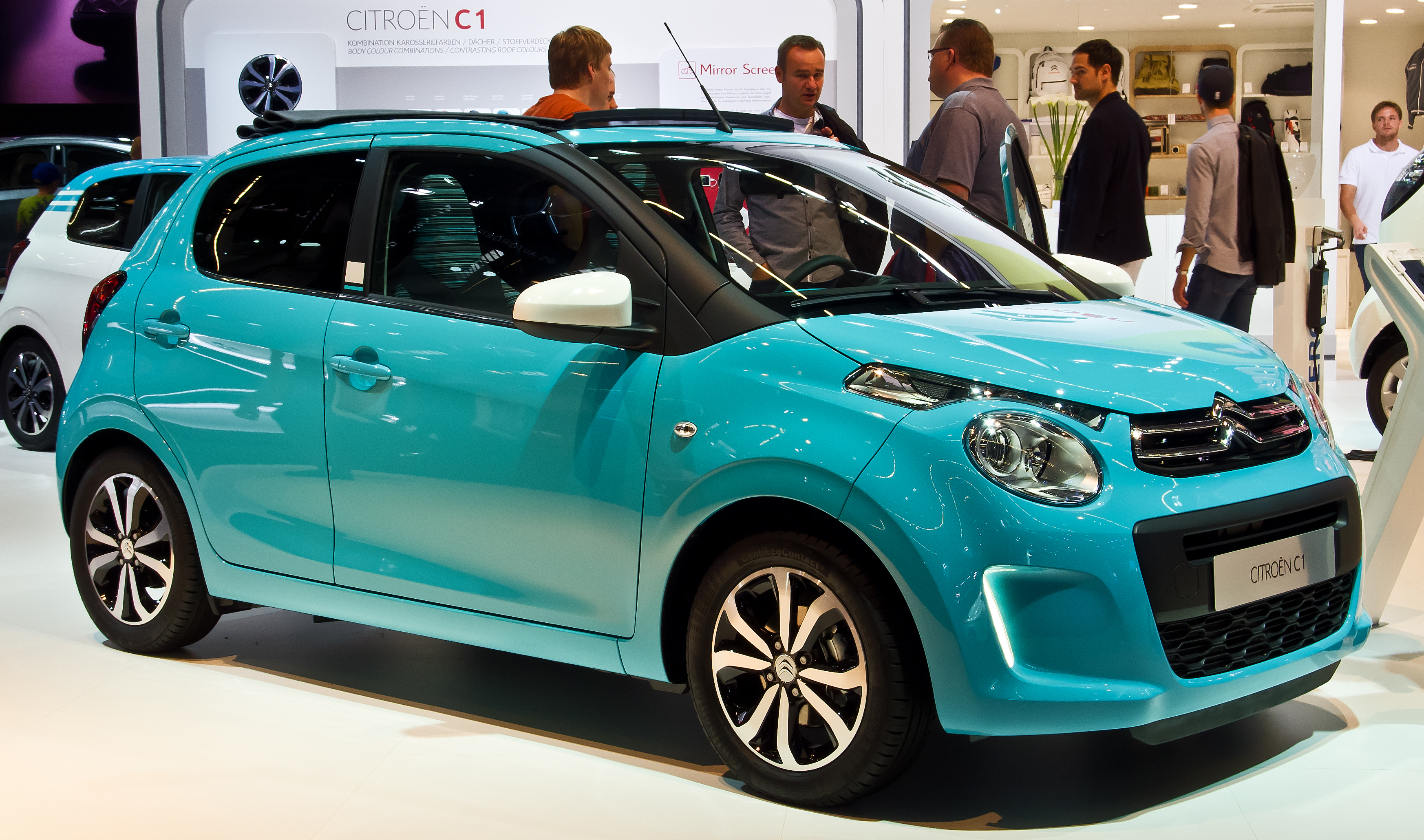
Citroën C1
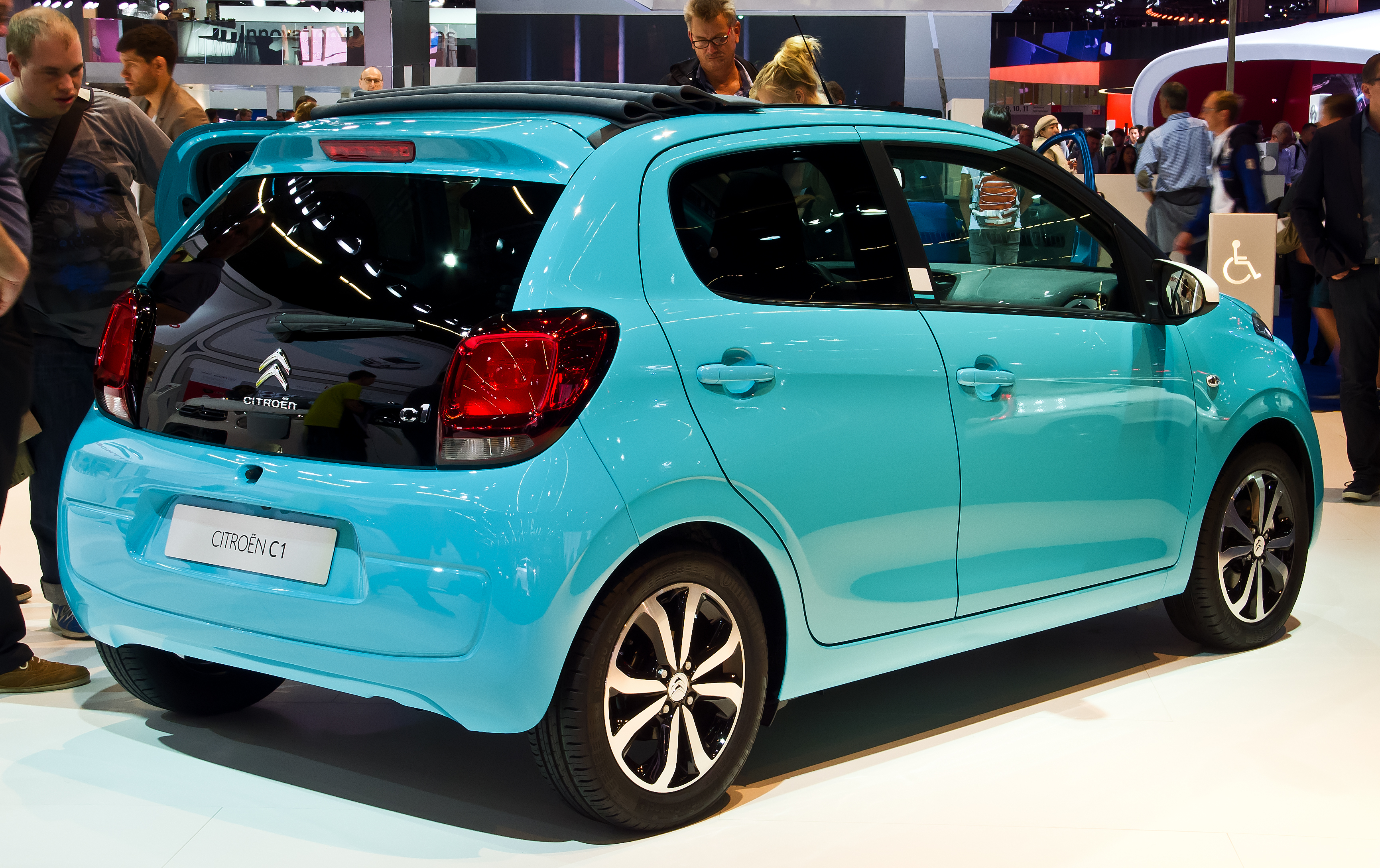
Citroën C1 trasera

Toyota Aygo: llama la atención su frontal con la calandra en forma de X.

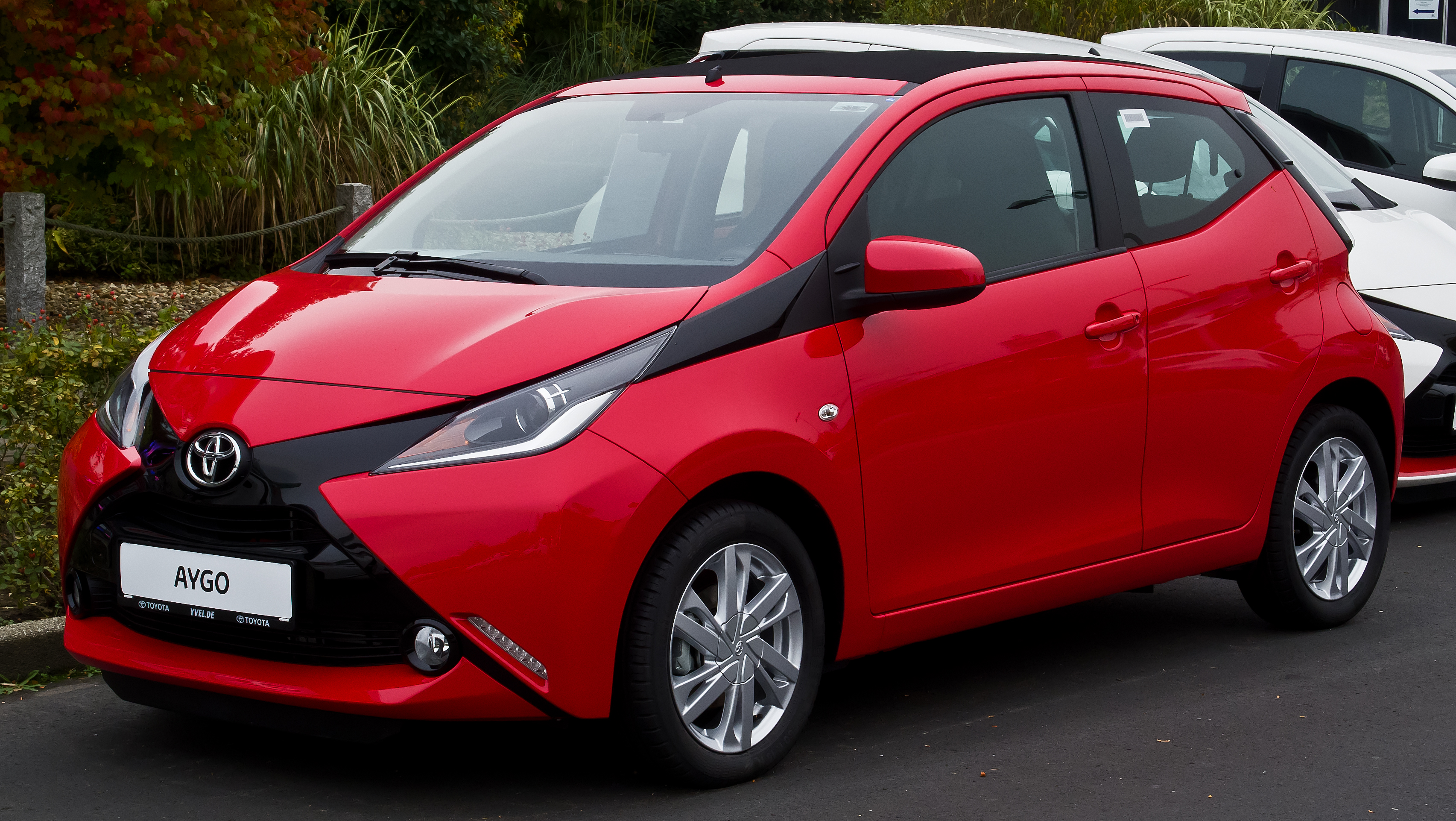
Toyota Aygo.
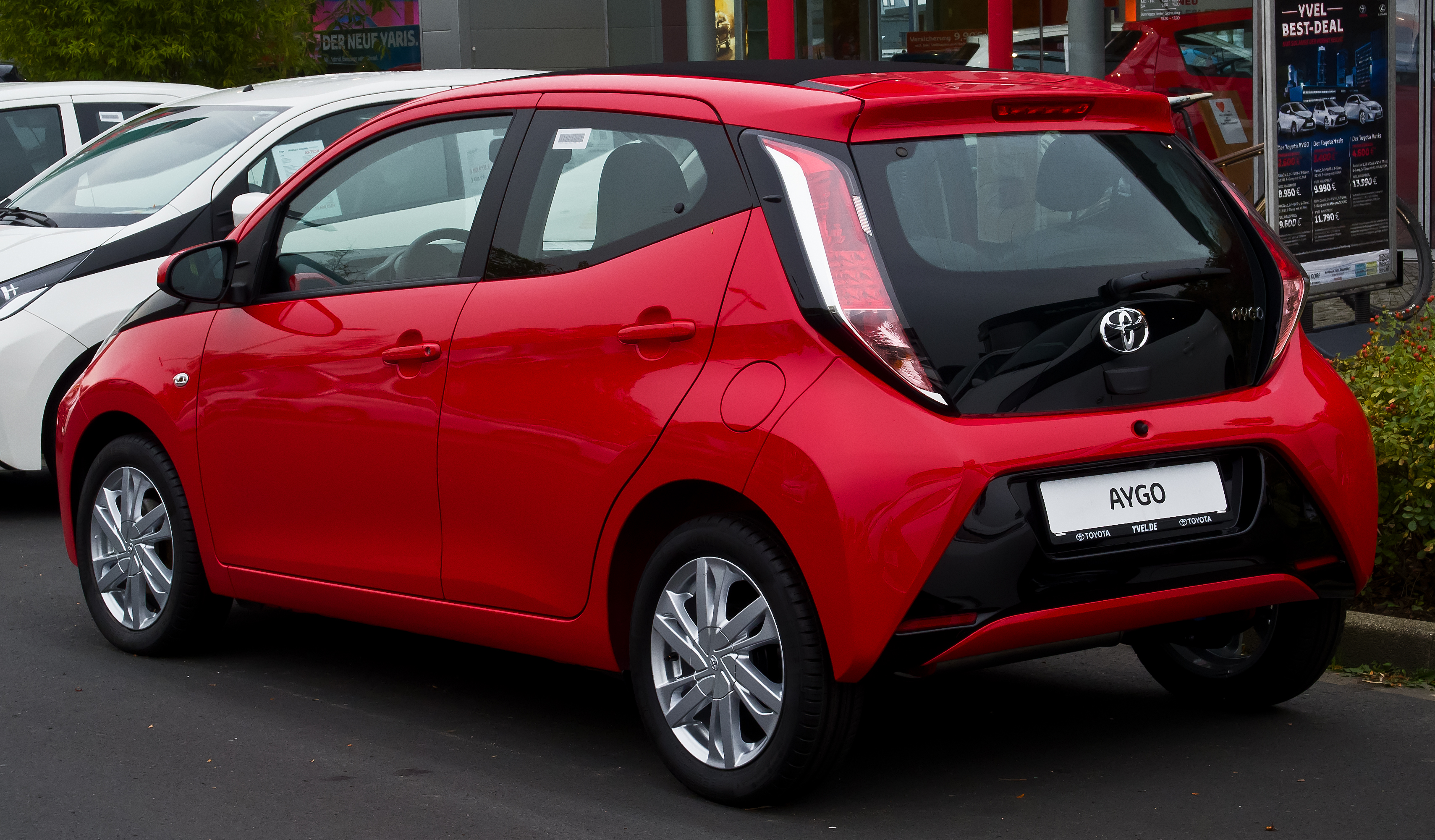
Toyota Aygo vista trasera.

### Motorizaciones
El modelo se vende con dos motores: un gasolina de 1,0 litros y 68 CV, y un 1,2 litros de 82 CV, ambos tres cilindros atmosféricos.